# Richard Spenhay
Richard Spenhay Arauz (Santa Cruz de la Sierra, 9 de septiembre de 1997) es un futbolista boliviano. Juega como centrocampista en Blooming de la Primera División de Bolivia.

## Trayectoria

### Blooming
Debutó profesionalmente en el primer equipo de Blooming el 7 de marzo de 2020, en compromiso válido por la undécima jornada del Torneo Apertura de aquel año, en el triunfo 4-0 ante Aurora, reemplazando en el segundo tiempo a su compañero Erwin Junior Sánchez.

### Atlético Palmaflor
A mediados de 2023 con el fin de sumar minutos y retomar la regularidad es enviado a préstamo a Atlético Palmaflor.

## Selección nacional
En 2022 recibió su primera convocatoria con la selección boliviana en el fin del ciclo de César Farías para enfrentar a la selección del Colombia en las eliminatorias al Mundial de 2026, encuentro que finalmente no disputó.

## Clubes
| Club                        | País    | Año           |
| --------------------------- | ------- | ------------- |
| Blooming                    | Bolivia | 2020-presente |
| Atlético Palmaflor (cedido) | Bolivia | 2023          |